# Coupe de Roumanie féminine de volley-ball
 (juillet 2012).
Si vous disposez d'ouvrages ou d'articles de référence ou si vous connaissez des sites web de qualité traitant du thème abordé ici, merci de compléter l'article en donnant les références utiles à sa vérifiabilité et en les liant à la section « Notes et références ».
La Coupe de Roumanie féminine de volley-ball est une compétition de volley-ball à élimination directe, organisée annuellement par la Fédération roumaine de volley (FRV).

## Généralités
La Coupe de Roumanie de volley-ball est organisé par la Fédération roumaine de volley-ball (Federatia Romana de Volei, FRV).

## Historique
- La coupe de Roumanie a été créée en 2006.

## Palmarès
| Année | Vainqueur       | Score                                     | Finaliste       |
| ----- | --------------- | ----------------------------------------- | --------------- |
| 2007  | Metal Galați    | 3 - 0 (27-25, 25-8, 25-19)                | Ştiinţa Bacău   |
| 2008  | Metal Galați    | 3 - 0 (25-16, 25-17, 25-20)               | Ştiinţa Bacău   |
| 2009  | Metal Galați    | 3 - 0 (25-22, 25-18, 25-19)               | Dinamo Bucarest |
| 2010  | Dinamo Bucarest | 3 - 0 (25-19, 25-22, 25-23)               | Tomis Constanţa |
| 2011  | Tomis Constanţa | 3 - 0 (25-18, 25-23, 25-22)               | Ştiinţa Bacău   |
| 2012  | Dinamo Bucarest | 3 - 0 (25-18, 25-20, 25-18)               | Tomis Constanţa |
| 2013  | Ştiinţa Bacău   | 3 - 2 (18-25, 25-23, 27-25, 24-26, 15-8)  | Dinamo Bucarest |
| 2014  | Ştiinţa Bacău   | 3 - 2 (14-25, 25-21, 17-25, 25-20, 15-10) | Dinamo Bucarest |
| 2015  | Ştiinţa Bacău   | 3 - 0 (25-0, 25-0, 25-0)                  | Dinamo Bucarest |
| 2016  | CSM Târgoviște  | 3 - 0 (25-20, 26-24, 25-23)               | CSM Bucarest    |
| 2017  | Volei Alba-Blaj | 3 - 0 (25-14, 25-17, 25-19)               | Ştiinţa Bacău   |
| 2018  | CSM Bucarest    | 3 - 1 (21-25, 25-19, 25-16, 25-23)        | Volei Alba-Blaj |
| 2019  | Volei Alba-Blaj | 3 - 1 (25-19, 20-25, 25-18, 25-22)        | CSM Târgoviște  |
| 2020  | non terminé     | non terminé                               | non terminé     |
| 2021  | Volei Alba-Blaj | 3 - 0 (25-13, 25-22, 25-19)               | Dinamo Bucarest |
| 2022  | Volei Alba-Blaj | 3 - 1 (28-30, 26-24, 25-12, 25-22)        | CSM Târgoviște  |
| 2023  | CSM Lugoj       | 3 - 1 (25-16, 26-24, 22-25, 25-21)        | CSM Târgoviște  |
| 2024  | CSM Târgoviște  | 3 - 2 (25-23, 25-18, 24-26, 29-31, 15-11) | Rapid Bucarest  |